# Saint-Michel-de-Saint-Geoirs
Saint-Michel-de-Saint-Geoirs település Franciaországban, Isère megyében. Lakosainak száma 290 fő (2022. január 1.). Saint-Michel-de-Saint-Geoirs Brion, Serre-Nerpol, Quincieu és Saint-Geoirs községekkel határos.

## Népesség
A település népessége az elmúlt években az alábbi módon változott:
| Lakosok száma | 224  | 237  | 222  | 322  | 305  | 307  | 304  | 299  | 295  | 290  |
|               | 1968 | 1982 | 1990 | 2006 | 2013 | 2015 | 2017 | 2019 | 2020 | 2022 |